# Аз-Захрави
Абуль-Касим Халаф ибн Аббас аз-Захрави (араб. أبو القاسم الزهراوي‎; 936, Мадина аз-захра — 1013, Мадина аз-захра) — арабский врач и учёный из Аль-Андалуса (на территории современной Испании), придворный лекарь халифа Кордовы Аль-Хакама II. На Западе был известен как Альбукасис (лат. Albucasis).
Аз-Захрави написал 30-томный труд «ат-Тасри́ф» с главами, посвящёнными хирургии, медицине, офтальмологии, ортопедии, фармакологии, одонтологии, питанию и др. В XII веке «ат-Тасриф» был переведён на латинский язык и иллюстрирован Герардом Кремонским. В XIV веке французский врач Ги де Шолиак цитировал Аз-Захрави более 200 раз.
Аз-Захрави изобрёл специальный инструмент для исследования мочеиспускательного канала, для извлечения инородных тел из пищевода, для осмотра уха.